# 長崎 (小惑星)
長崎（ながさき、5790 Nagasaki）は小惑星帯の小惑星。トム・ゲーレルスとファン・ハウテン夫妻によって発見された。日本の長崎市に因んで名付けられた。